# アガト (ローマ教皇)
アガト（Agatho、577年 - 681年1月10日）は、第79代ローマ教皇（在位：678年6月27日 - 681年1月10日）。
シチリアの修道士から、教皇に選ばれる。東ローマ皇帝コンスタンティノス4世によって召集された第3コンスタンティノポリス公会議を支援し、キリスト単意論を攻撃。「単意」という用語を創始した第70代教皇ホノリウス1世を正式に異端宣告した。
これに先立ち、ミラノ、イングランド、ローマなどで教会会議を開催し、西方教会の強化を図り、3人の代表を派遣した。コンスタンティノス4世の東西教会一致政策を支持し、東西教会の信仰一致を主張し、公会議に書簡を送り、キリスト両性説を積極的に展開した。
また、イングランドにおけるローマ教会儀式の執行を強化した。681年1月10日、103歳の長寿をもって死去した。歴代のローマ教皇の中で最も長寿の人物と言われているが、現在ではこの記録の信憑性は低いとされている。
聖人に列せられており、祝日は1月10日。